# Bulbophyllum quasimodo
Bulbophyllum quasimodo là một loài phong lan thuộc chi Bulbophyllum.